# Restio levynsiae
Restio levynsiae är en gräsväxtart som först beskrevs av Neville Stuart Pillans, och fick sitt nu gällande namn av Hans Peter Linder och C.R.Hardy. Restio levynsiae ingår i släktet Restio och familjen Restionaceae. Inga underarter finns listade i Catalogue of Life.